# Maria Speth
Pour les articles homonymes, voir Speth.
Maria Speth est une cinéaste allemande née en 1967 à Titting, en Bavière.

## Biographie
Maria Speth suit d’abord des cours d’art dramatique sous la direction de Janina Szarek. À partir de 1991, elle travaille comme assistante monteuse puis assistante réalisatrice.
Elle étudie entre 1996 et 2002 la réalisation à l’Académie pour le film et la télévision « Konrad Wolf »  (Hochschule für Film und Fernsehen, HFF) à Potsdam-Babelsberg, en Allemagne.
Après un court-métrage (Barfuß, 1999), elle réalise en 2001, à titre de film de fin d’études à la HFF, son premier long-métrage, In den Tag hinein, qui reçoit plusieurs récompenses (en France le grand prix du jury du Festival des Films de Femmes de Créteil).
Son film Madonnen est nommé à la Berlinale 2007.
En 2009, elle crée sa propre maison de production « Madonnen Films UG » et réalise le documentaire 9 Leben.

## Filmographie
- 1999 : Barfuß (court métrage)
- 2001 : In den Tag hinein
- 2007 : Madonnen
- 2009 : 9 Leben (documentaire)
- 2014 : Filles (Töchter)
- 2021 : Mr Bachmann and His Class (Herr Bachmann und seine Klasse) - documentaire

## Distinction
- Berlinale 2021 : Prix du jury pour Mr Bachmann and His Class[1]